# Artur Żmijewski (réalisateur)
Pour les articles homonymes, voir Artur Żmijewski.
Artur Żmijewski, né le 26 mai 1966 à Varsovie, est un réalisateur, artiste visuel multimédia, vidéaste et photographe polonais.

## Biographie
Artur Żmijewski a fait ses études de 1990-1995 à l'Académie des beaux-arts de Varsovie. Il a réalisé des courts-métrages et des expositions de photographies, qui ont été présentés en Pologne et dans de nombreux pays étrangers.
Depuis 2006, il est un des rédacteurs de la revue Krytyka Polityczna.

## Travaux, expositions

### Films vidéo
- Ja i AIDS (Moi et le SIDA), 1996
- Ogród botaniczny ZOO (Zoo, Le jardin botanique), 1997
- Oko za Oko (Œil pour œil), 1998
- Berek, 1999
- KR WP, 2000
- Sztuka kochania (L'Art d'aimer), 2000
- Karolina (Caroline), 2001
- Na spacer (En promenade), 2001
- Lekcja śpiewu 1 (La leçon de chant 1), 2001
- Lekcja śpiewu 2 (La leçon de chant 2), 2003
- Pielgrzymka (Pèlerinage), 2003
- Nasz śpiewnik (Notre carnet de chants), 2003
- Itzik, 2003
- Lisa, 2003
- 80064, 2004
- Rendez-vous, 2004
- Powtórzenie (Répétition), 2005
- Wybory.pl (élections.pl), 2005
- Them, 2007
- Democracies, 2009
- Blindly (À l'aveugle), 2013 (Biennale de Venise)

### Installations / photographies

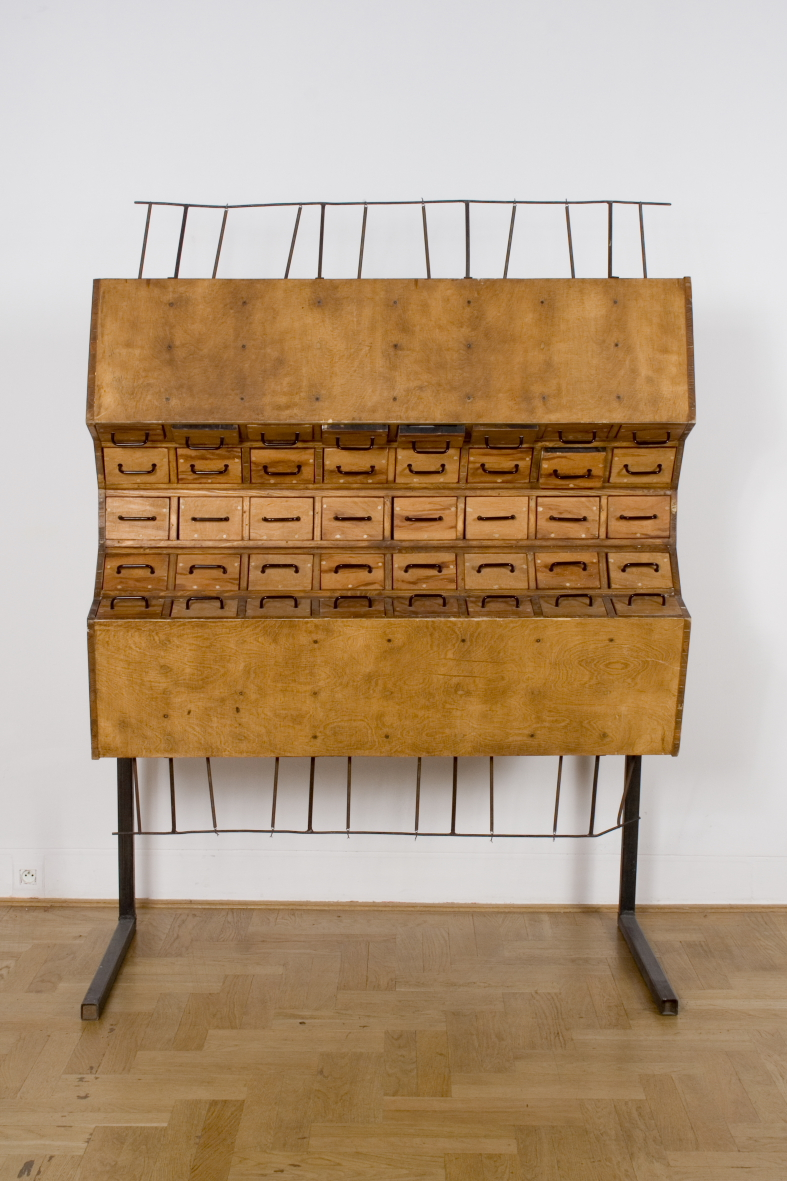
Artur Żmijewski : 40 szuflad, Zachęta Narodowa Galeria Sztuki

- Studia aktu (Études de nus), 1994
- 40 Szuflad (40 tiroirs), 1995

### Performances
- Obszar wspólny, obszar własny (Espace public, espace privé), 1993
- Monologi do ludzi (Monologues), 1994
- Msza (La Messe), 2012 au Stary Teatr

### Expositions individuelles
- Tożsamość Dzidzi, 1995, Galeria Przyjaciół A.R. (pl), Varsovie
- Śpiew sardynek, 1996, Galeria a.r.t., Płock
- Oko za oko, 1998, Centrum Sztuki Współczesnej Zamek Ujazdowski (pl), Varsovie
- Ausgewahlte Arbeiten, 1999, Galeria Wyspa (pl), Gdańsk
- Berek, 2000, Galeria a.r.t., Płock
- Na Spacer, 2001, Galeria Foksal (pl), Varsovie
- Lekcja śpiewu 1 / Lekcja śpiewu 2, 2003, Fundacja Galerii Foksal, Varsovie
- Singing lesson 2, 2003, Galerie für Zeitgenössische Kunst (de), Leipzig, Allemagne
- Singing lesson, 2003, Wilkinson Gallery, Londres, Grande-Bretagne
- Artur Żmijewski. Selected Works 1998-2003, 2004, MIT List Visual Arts Center (en), Boston, États-Unis
- Artur Żmijewski, 2004, Centre d'art contemporain de Brétigny, Brétigny-sur-Orge[1].
- Powtórzenie, 2005, Pavillon polonais à la LIe Biennale internationale de Venise, Italie
- Artur Żmijewski, 2005, Kunsthalle, Bâle, Suisse
- Artur Żmijewski, 2009, Cornerhouse, Manchester, Grande-Bretagne
- Artur Żmijewski, 2010, Galerie Trade (en), Nottingham, Grande-Bretagne

### Expositions collectives
- Documenta 2007, Cassel, Allemagne
- Double Agent 2008, Institute of Contemporary Arts, Londres, Baltic Centre for Contemporary Art (en), Gateshead, Warwick Arts Centre (en), Coventry
- 11e Biennale internationale d'Istanbul 2009, Istanbul